# Glaphyria cappsi
Glaphyria cappsi is een vlinder uit de familie van de grasmotten (Crambidae). De wetenschappelijke naam van de soort is voor het eerst gepubliceerd in 1972 door Eugene Gordon Munroe.
De soort komt voor in Canada en de Verenigde Staten.